# Glaucocharis burmanella
Glaucocharis burmanella là một loài bướm đêm trong họ Crambidae.